# Protapanteles malthacae
Protapanteles malthacae är en stekelart som först beskrevs av Muesebeck 1958.  Protapanteles malthacae ingår i släktet Protapanteles och familjen bracksteklar. Inga underarter finns listade i Catalogue of Life.